# Resolutie 1476 Veiligheidsraad Verenigde Naties
Resolutie 1476 van de Veiligheidsraad van de Verenigde Naties werd met unanimiteit van stemmen aangenomen eind april 2003.

## Achtergrond
Na de Golfoorlog moest het olie-voor-voedselprogramma de bevolking van Irak voorzien in hun basisbehoeften. Toen in maart 2003 de Irakoorlog begon, werd het programma tijdelijk aangepast aan de nieuwe situatie.

## Inhoud
De Veiligheidsraad:
- Verwijst naar de resoluties 661, 986, 1409, 1454 en 1472 over humanitaire hulp aan Irak.
- Handelend onder hoofdstuk VII van het Handvest van de Verenigde Naties:

1. Beslist dat de voorwaarden in paragraaf °4 van resolutie 1472 tot 3 juni van kracht blijven en verlengd kunnen worden.
2. Beslist op de hoogte te blijven.

## Verwante resoluties
- Resolutie 1454 Veiligheidsraad Verenigde Naties (2002)
- Resolutie 1472 Veiligheidsraad Verenigde Naties
- Resolutie 1483 Veiligheidsraad Verenigde Naties
- Resolutie 1490 Veiligheidsraad Verenigde Naties

Lijst ·  1455 ·  1456 ·  1457 ·  1458 ·  1459 ·  1460 ·  1461 ·  1462 ·  1463 ·  1464 ·  1465 ·  1466 ·  1467 ·  1468 ·  1469 ·  1470 ·  1471 ·  1472 ·  1473 ·  1474 ·  1475 ·  1476 ·  1477 ·  1478 ·  1479 ·  1480 ·  1481 ·  1482 ·  1483 ·  1484 ·  1485 ·  1486 ·  1487 ·  1488 ·  1489 ·  1490 ·  1491 ·  1492 ·  1493 ·  1494 ·  1495 ·  1496 ·  1497 ·  1498 ·  1499 ·  1500 ·  1501 ·  1502 ·  1503 ·  1504 ·  1505 ·  1506 ·  1507 ·  1508 ·  1509 ·  1510 ·  1511 ·  1512 ·  1513 ·  1514 ·  1515 ·  1516 ·  1517 ·  1518 ·  1519 ·  1520 ·  1521